# Серпник гачкуватозігнутий
Серпник гачкуватозігнутий (Drepanocladus aduncus) — вид мохів порядку гіпнобрієвих (Hypnales).

## Поширення
Ареал охоплює такі частини світу: Європа, Африка, Північна Америка, Південна Америка, Азія, Австралія, Нова Зеландія.
Населяє багаті мінералами та поживними речовинами заболочені землі, евтрофні болота, береги, канави, заболочені ліси, занурені в басейни та озера; від низьких до високих висот.

## Характеристика
Рослини від малих до великих. Стебла перисті або неправильно перисті. Стеблові листки яйцювато-ланцетні, яйцеподібні, трикутно-яйцеподібні, округло-трикутні чи широко-яйцеподібні, поступово звужені до верхівки, увігнуті, 0.9–5.1 × 0.4–1.6 мм; краї цілі або іноді дуже тонкозубчасті; верхівка [тупа] загострена або коротко- або довгозагострена, загострення поступово диференційоване. Вид дводомний.

## Галерея

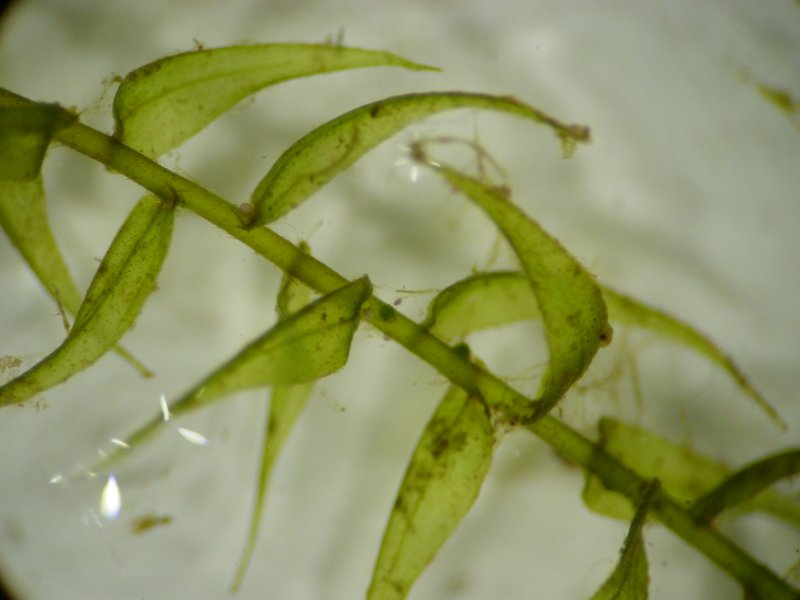
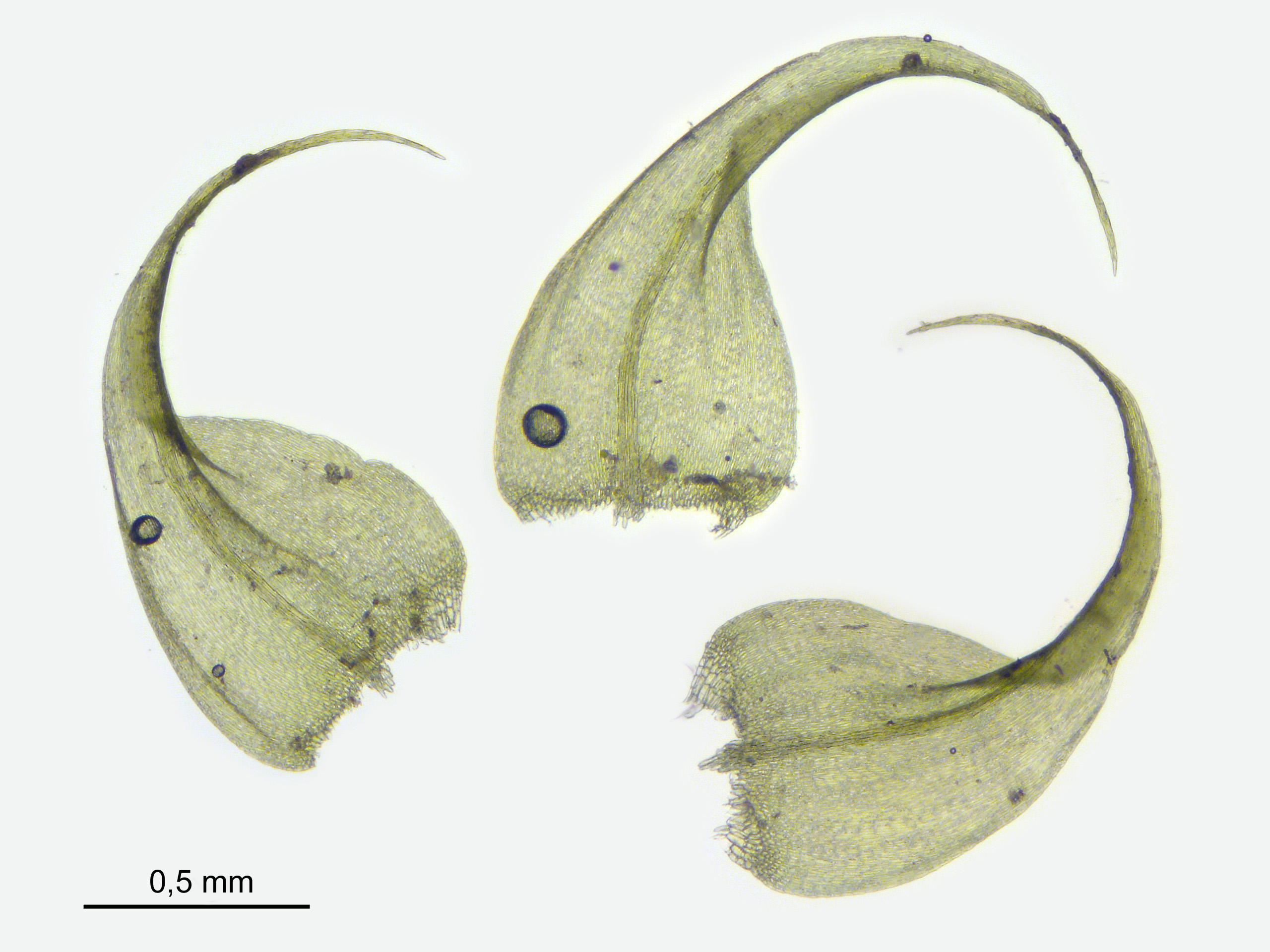
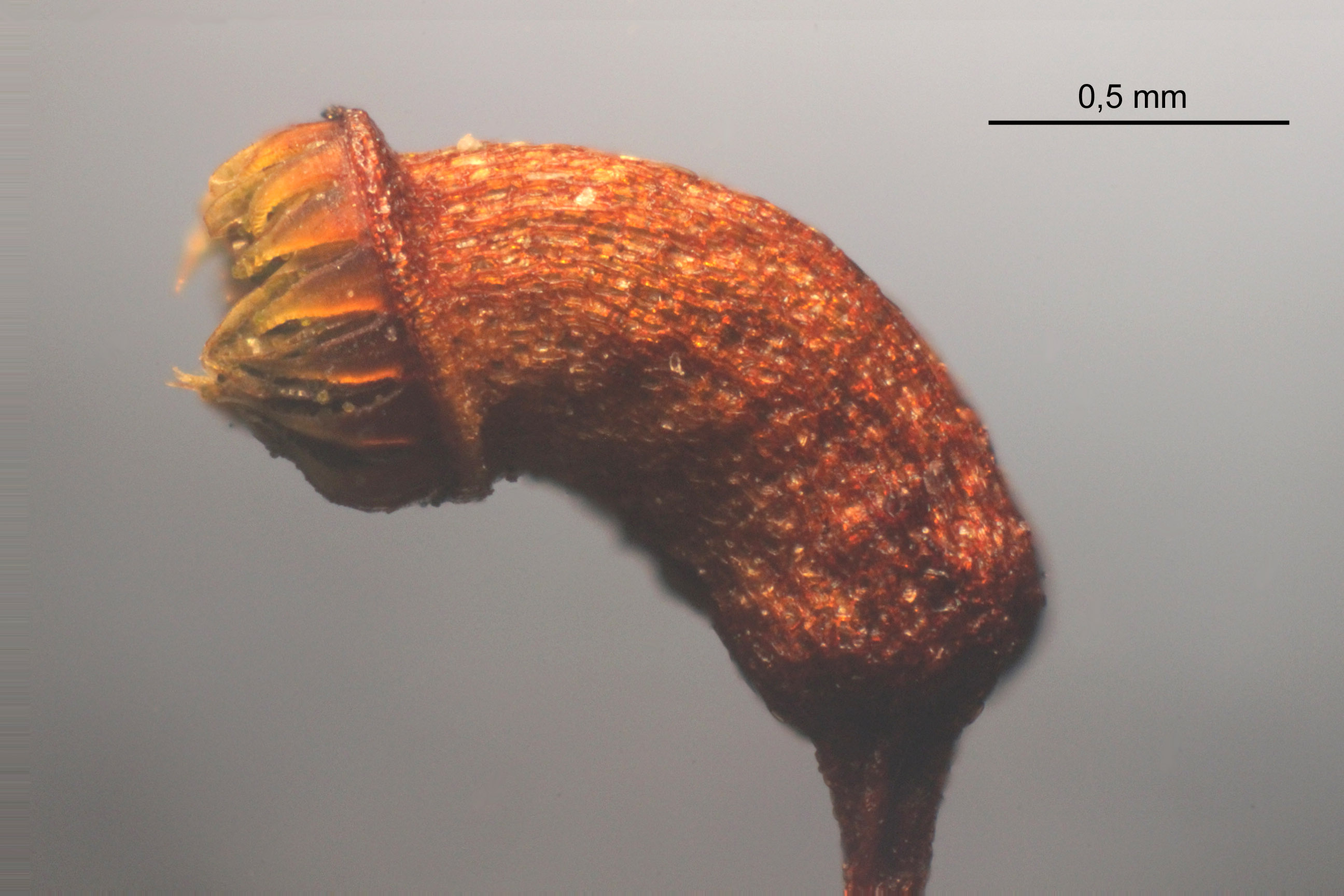
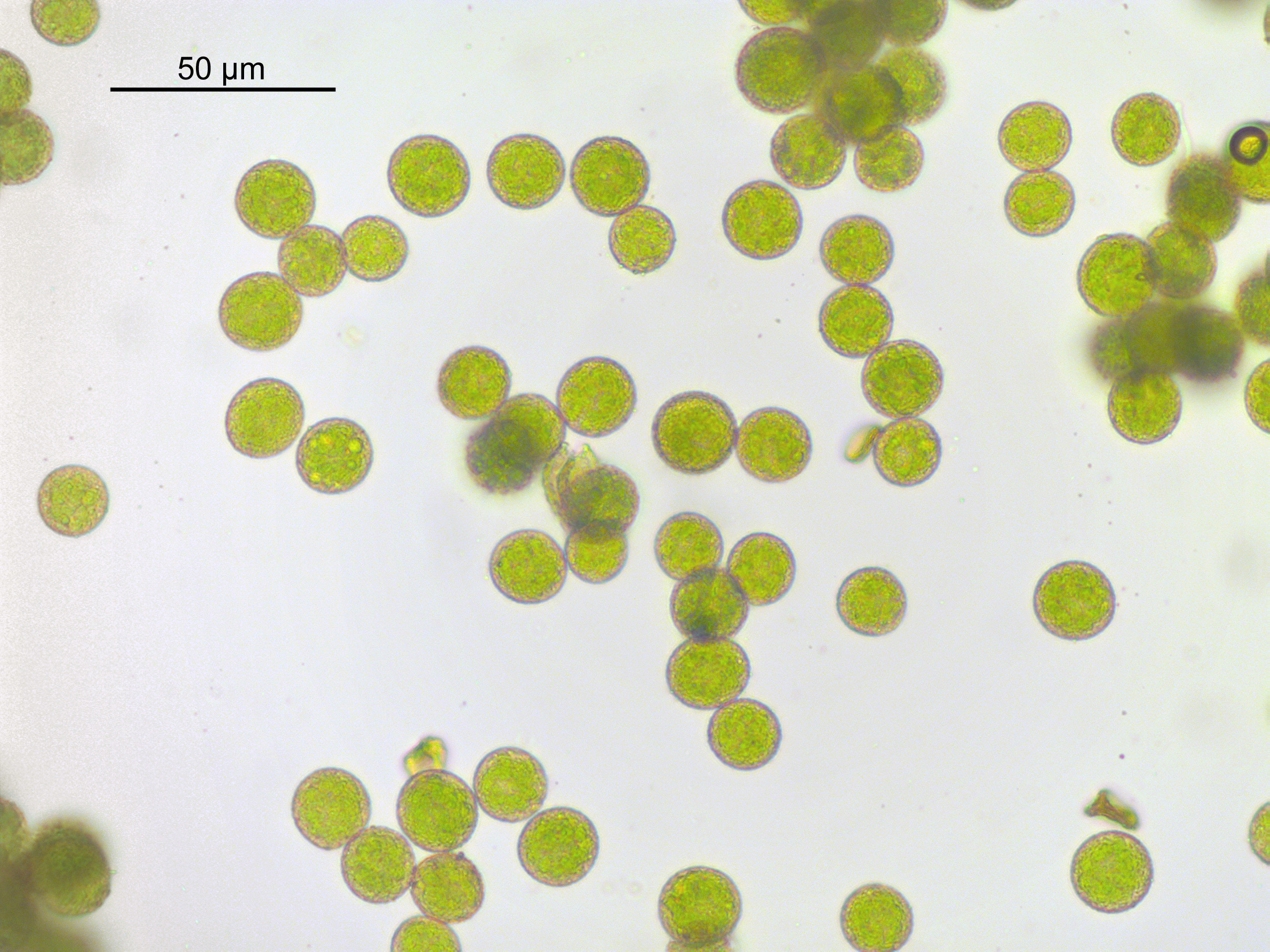